# اتیدوکائین
اتیدوکائین (انگلیسی: Etidocaine) یک بی حس کننده موضعی از نوع آمید است که با تزریق در طی مراحل جراحی و زایمان و زایمان داده می شود. اتیدوکائین مدت زمان فعالیت طولانی دارد و عیب اصلی استفاده از آن در دندانپزشکی افزایش خونریزی حین جراحی است.